# Kuźnica Myślniewska (gromada)
Kuźnica Myślniewska – dawna gromada, czyli najmniejsza jednostka podziału terytorialnego Polskiej Rzeczypospolitej Ludowej w latach 1954–1972.
Gromady, z gromadzkimi radami narodowymi (GRN) jako organami władzy najniższego stopnia na wsi, funkcjonowały od reformy reorganizującej administrację wiejską przeprowadzonej jesienią 1954 do momentu ich zniesienia z dniem 1 stycznia 1973, tym samym wypierając organizację gminną w latach 1954–1972.
Gromadę Kuźnica Myślniewska z siedzibą GRN w Kuźnicy Myślniewskiej utworzono – jako jedną z 8759 gromad na obszarze Polski – w powiecie kępińskim w woj. poznańskim, na mocy uchwały nr 23/54 WRN w Poznaniu z dnia 5 października 1954. W skład jednostki weszły obszary dotychczasowych gromad Kuźnica Myślniewska, Myślniew, Zmyślona Ligocka i Niwki Książęce ze zniesionej gminy Kobylagóra w tymże powiecie.
13 listopada 1954 (z mocą obowiązującą od 1 października 1954) gromada weszła w skład nowo utworzonego powiatu ostrzeszowskiego w tymże województwie, gdzie ustalono dla niej 12 członków gromadzkiej rady narodowej.
29 lutego 1956 z gromady Kuźnica Myślniewska wyłączono miejscowość Niwki Książęce, włączając ją do gromady Międzybórz w powiecie sycowskim w woj. wrocławskim.
Gromadę zniesiono 1 stycznia 1959, a jej obszar włączono do gromady Kobylagóra w tymże powiecie.